# 검은목논병아리
검은목논병아리(black-necked grebe, eared grebe, Podiceps nigricollis)는 논병아리과의 한 개체이다. 1831년 Christian Ludwig Brehm에 의해 기술되었다. 현재 3개의 아종이 받아들여지고 있다. 머리, 목, 가슴을 포함한 윗부분의 나머지 부분은 검은색이나 검은 갈색이다. 어린 것들은 더 어두운 부위에서 더 많은 갈색을 띈다.
보통은 비행을 회피하지만, 이주 기간 중에는 6,000킬로미터까지 여행을 한다. 게다가 안전하게 털갈이를 할 수 있는 자리에 도달하여 이주를 완료한 뒤부터 2개월 간은 비행을 하지 않는다. 털갈이한 뒤 몸무게는 2배로 불어날 수 있다. 국제 자연 보전 연맹(IUCN)에 의해 최소관심종으로 분류되어 있다.

## 아종
- P. n. nigricollis – (Brehm, CL, 1831): 서유럽에서 구북구 서부(남쪽에서 서쪽으로 겨울을 날 때), 아시아 중부와 동부, 아프리카 동부에서 볼 수 있다[1]
- P. n. gurneyi – (Roberts, 1919): 아프리카 남부에서 볼 수 있다[1]
- P. n. californicus – (Heermann, 1854): 캐나다 남서부에서부터 미국 서부에 이르는 지역에서 볼 수 있다. 남쪽으로는 과타멜라로까지 비행하여 겨울을 난다[1]